# Ivan Balykin
Ivan Balykin, nacido el 25 de noviembre de 1990 en Náberezhnye Chelny, es un ciclista ruso. Originalmente corrió bajo licencia italiana pero a partir del 2014 obtuvo la nacionalidad rusa.

## Palmarés
2014
- 1 etapa del Baltic Chain Tour

2015
- Maykop-Ulyap-Maykop

2017
- Les challenges Marche Verte-G. P. Oued Eddahab
- 1 etapa del Tour de Ankara
- 1 etapa del Tour de Bihor

2018
- 1 etapa del Tour de Mesopotamia
- 1 etapa del Tour de Mevlana[1]